# Furcraea guerrerensis
Furcraea guerrerensis ist eine Pflanzenart aus der Gattung Furcraea in der Unterfamilie der Agavengewächse (Agavoideae).  Das Artepitheton guerrerensis verweist auf das Vorkommen der Art im mexikanischen Bundesstaat Guerrero.

## Beschreibung
Furcraea guerrerensis wächst stammlos. Die 25 bis 35 schmal schwertförmigen Laubblätter sind an ihrer Basis erweitert und laufen breit spitz zu. Im oberen Teil sind sie konkav, im unteren fast flach. Ihre dunkelgrüne Blattspreite ist 150 bis 175 Zentimeter lang und 12 bis 15 Zentimeter breit. Die einwärts gebogenen, dreieckigen Randzähne sind kastanienbraun und stehen 1 bis 2 Zentimeter voneinander entfernt. Der kastanienbraune Enddorn ist 1 bis 1,5 Millimeter lang. 
Der aufrechte, lockere Blütenstand erreicht eine Höhe von 8 bis 10 Meter. Die Blüten sind gestielt. Ihre grünlich gelben Perigonblätter sind halbrhomboid geformt. Die äußeren Perigonblätter sind 30 bis 35 Millimeter lang und 12 Millimeter breit, die inneren weisen eine Länge von 35 Millimeter und eine Breite von 20 Millimeter auf. Die 15 Millimeter langen Staubfäden sind an ihrer Basis erweitert. Die länglichen Staubbeutel weisen eine Länge von 7 Millimeter auf. Der Griffel ist säulenförmig, die Narbe kaum kopfig.
Früchte und Samen sind nicht beschrieben.

## Systematik und Verbreitung
Furcraea guerrerensis ist im mexikanischen Bundesstaat Guerrero in Eichenwald in Höhenlagen von 500 Metern verbreitet. Die Art ist nur vom Fundort der Typusart bekannt.
Die Erstbeschreibung durch Eizi Matuda wurde 1966 veröffentlicht.
Furcraea foetida wird in der Gattung in die Sektion Furcraea eingeordnet. Die Art ist eng verwandt mit Furcraea guatemalensis.

## Nachweise